# Siamo solo noi
Siamo solo noi è il quarto album del cantautore italiano Vasco Rossi, pubblicato il 9 aprile 1981.

## Descrizione
Il disco si apre col brano Siamo solo noi, che verrà presto definito un "inno generazionale". Sarà definita la "canzone italiana rock del secolo" dalla rivista Rolling Stone dopo un sondaggio nazionale.
Riprende in gran parte l'arrangiamento di Colpa d'Alfredo, e il giro di basso all'inizio fu ideato su precisa richiesta di Vasco Rossi e con l'aiuto di Massimo Riva da Claudio Golinelli, all'epoca bassista di Gianna Nannini: durante un concerto della cantante senese al Picchio Rosso di Formigine, lo stesso Vasco e Massimo Riva decisero insieme al manager Guido Elmi di proporgli di entrare nella band di Vasco, di fatto "soffiandolo" alla Nannini.
Dal disco viene estratto il singolo Voglio andare al mare, scritto mentre Massimo Riva improvvisava un giro di chitarra in un afoso pomeriggio d'estate a Bologna nel 1980, seguendo la musicalità del reggae che tanto andava di moda in quel periodo.
Vasco fu escluso dal Festivalbar 1981: il brano che doveva portare era Siamo solo noi.
Il videoclip di Dimentichiamoci questa città è il primo di Vasco.
La canzone Ieri ho sgozzato mio figlio è stata riportata sulla copertina dell'album come Ieri ho sg. mio figlio. Il titolo è stato giudicato dalla casa discografica troppo immorale per essere scritto interamente sulla copertina del disco.
La canzone Valium contiene varie citazioni de La gatta di Gino Paoli ed è un inno ai sedativi ed ai tranquillanti che tanto andavano di moda a quei tempi.
La canzone Brava è dedicata a una ragazza che gli spezzò il cuore a vent'anni. Non poteva quindi essere dedicata a Barbara D'Urso (come sostiene una leggenda metropolitana)  che lo ha frequentato per un periodo, quando lui ne aveva già circa trenta.
Il 23 giugno 2021 viene pubblicato il videoclip di Siamo solo noi, in occasione del 40º anniversario del brano, nel quale vengono mostrati, in stile cartone animato, alcuni eventi messi in ordine cronologico che segnarono la carriera del cantautore modenese, assieme ad altri eventi storici quali:
- il trionfo dell'Italia al Mundial 82;
- il disastro di Černobyl' del 1986;
- la caduta del Muro di Berlino del 1989;
- la fine della Guerra in Bosnia ed Erzegovina nel 1995;
- la morte di Fabrizio De André nel 1999;
- l'attentato alle Torri Gemelle dell'11 settembre 2001;
- la pandemia di COVID-19 del 2020.

## Tracce
Edizione originale
Lato A
Testi e musiche di Vasco Rossi.
1. Siamo solo noi – 5:55
2. Incredibile romantica – 4:20
3. Dimentichiamoci questa città – 4:20
4. Voglio andare al mare – 3:40

Lato B
Testi e musiche di Vasco Rossi.
1. Brava – 4:38
2. Ieri ho sgozzato mio figlio – 3:22
3. Che ironia – 3:49
4. Valium – 3:36
5. Voglio andare al mare (ripresa) – 0:52

Ristampe successive
Lato A
1. Siamo solo noi – 5:55
2. Ieri ho sgozzato mio figlio – 3:22
3. Che ironia – 3:49
4. Voglio andare al mare – 3:40

Lato B
1. Brava – 4:38
2. Dimentichiamoci questa città – 4:20
3. Incredibile romantica – 4:20
4. Valium – 3:36

## Formazione
- Vasco Rossi - voce, chitarra elettrica
- Maurizio Solieri - chitarra ritmica, chitarra solista
- Massimo Riva - chitarra ritmica, chitarra elettrica
- Claudio Golinelli - basso
- Lele Melotti - batteria
- Gaetano Curreri - tastiera
- Romano Trevisani - chitarra elettrica
- Fio Zanotti - pianoforte e organo Hammond
- Guido Elmi - percussioni

### Produzione
- Mario Rapallo - produzione
- Guido Elmi - produzione esecutiva
- Titti Maffei - segreteria di produzione
- Maurizio Biancani - ingegneria del suono ed effetti speciali
- Piero Mannucci - master

## Singoli
Da quest'album venne estratto il 45 giri Voglio andare al mare/Brava (Targa, TAS 150)